# Fryderyk z Meklemburgii-Schwerinu
Fryderyk Mecklenburg-Schwerin zwany Pobożnym; błędnie numerowany jako II (ur. 9 listopada 1717 w Schwerinie, zm. 24 kwietnia 1785 w Ludwigsluście) – książę Meklemburgii-Schwerin. Jego władztwo było częścią Świętego Cesarstwa Rzymskiego Narodu Niemieckiego.
Był najstarszym synem księcia Meklemburgii-Schwerin Chrystiana Ludwika II i jego żony księżnej Gustawy Karoliny. Na tron wstąpił po śmierci ojca 30 maja 1756. W okresie jego rządów Meklemburgia została zniszczona wskutek działań wojennych prowadzonych w ramach wojny siedmioletniej. Z powodu masowego porywania z terenów Meklemburgii mężczyzn do armii pruskiej Fryderyk zawarł w 1757 układ z przeciwnikami Prus (Francją i Szwecją) i w zamian za pieniężne subsydia zgodził się na przemarsze szwedzkich wojsk przez teren Meklemburgii z Wismaru oraz ich stacjonowanie w jego kraju. To spowodowało, że Meklemburgia stała się areną wojny i była dewastowana zarówno przez wojska pruskie, jak i szwedzkie. Książę musiał uciekać do Lubeki, skąd powrócił w 1762 r., po zawarciu pokoju prusko-szwedzkiego. Kraj poniósł ogromne straty, zarówno w mieniu, jak i ludziach. Ponadto książę musiał zdobyć pieniądze na kontrybucję, której żądały zwycięskie Prusy. 
Książę starał się odbudować kraj ze zniszczeń wojennych, m.in. wspierał przemysł tekstylny, reorganizował szkoły (w 1782 r. założył seminarium nauczycielskie). Rezydował w zbudowanym przez swego ojca zameczku myśliwskim, na którego miejscu w 1772 r. zbudował zamek i założył miasto Ludwigslust. Tu zmarł i został pochowany. 2 marca 1746 w Schwedt poślubił Ludwikę Fryderykę (1722–1791), córkę Fryderyka Ludwika, następcy tronu wirtemberskiego. Nie miał dzieci, w związku z czym jego następcą na tronie Meklemburgii-Schwerin został syn jego młodszego brata Ludwika, Fryderyk Franciszek I.